# Incidente de Orzeł

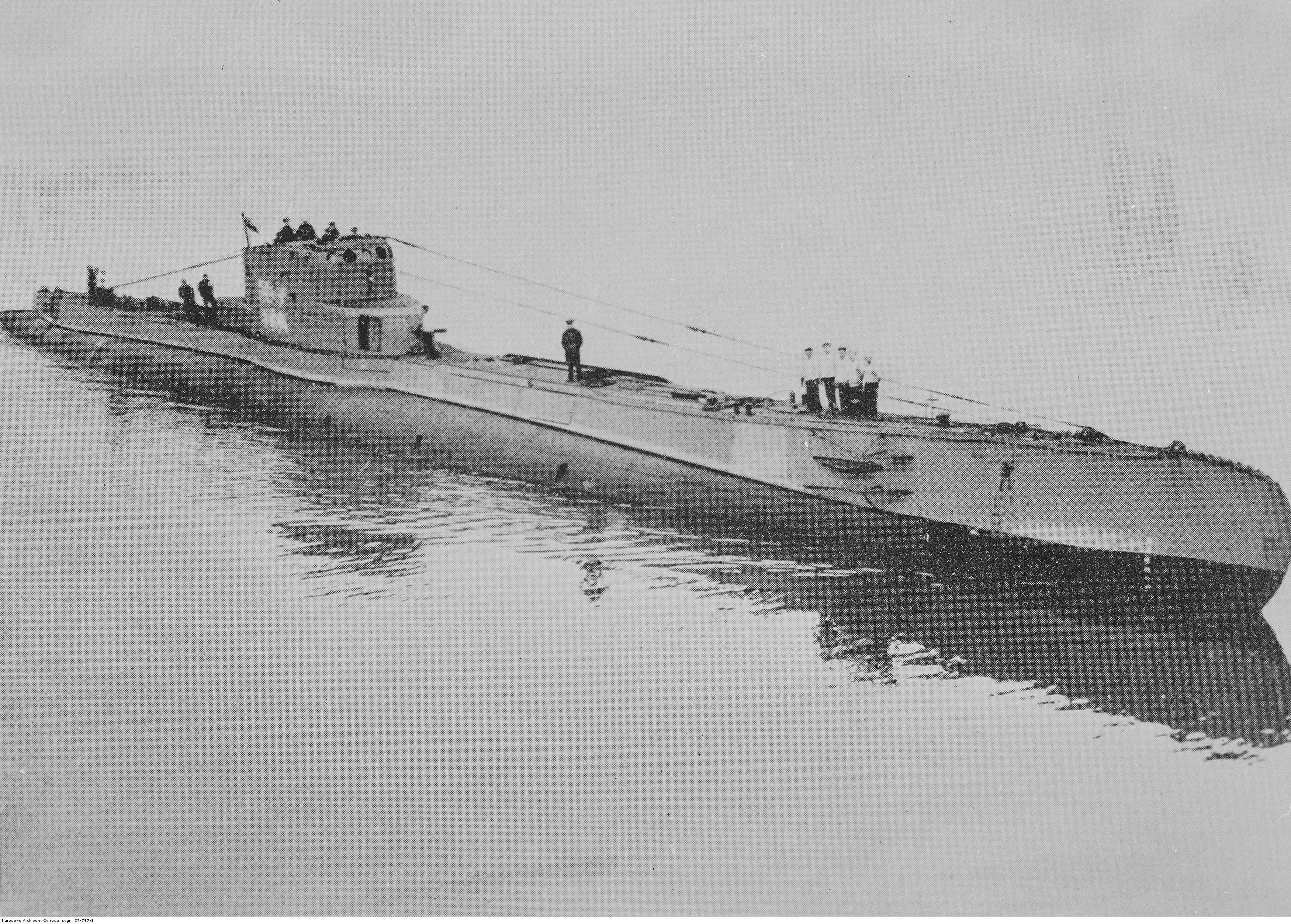
El ORP Orzeł.

El incidente de Orzeł tuvo lugar a comienzos de la Segunda Guerra Mundial, el 18 de septiembre de 1939, cuando el submarino polaco ORP Orzeł escapó del puerto de Tallin, en la todavía neutral Estonia, para huir al Reino Unido. Este acontecimiento sirvió de pretexto para Iósif Stalin para justificar la eventual invasión y ocupación de los Estados bálticos por la Unión Soviética en 1940.

## Antecedentes
El submarino Orzeł estaba atracado en Oksywie cuando la Alemania nazi invadió Polonia, dando comienzo a la Segunda Guerra Mundial. El submarino participó al principio en la Operación Worek, pero se retiró de la costa polaca el 4 de septiembre a medida que evolucionaba la situación. Dañado por los dragaminas alemanes y con fugas de petróleo, se dirigió a Tallin, donde llegó el 14 de septiembre de 1939 alrededor de la 01:30. El teniente comandante Henryk Kłoczkowski, oficial al mando, fue trasladado a un hospital al día siguiente para recibir tratamiento de una enfermedad no identificada que padecía desde el 8 de septiembre.
La Convención de La Haya de 1907 prohibió a los signatarios, incluida a Alemania, interferir con el derecho de los buques de guerra enemigos de utilizar puertos neutrales, dentro de ciertos límites. Inicialmente, Estonia fue bastante complaciente con el Orzeł y ayudó con la reparación de un compresor dañado. Sin embargo, y probablemente debido a la presión alemana, las autoridades militares estonias pronto abordaron el barco, declararon internada a la tripulación, confiscaron todas las ayudas a la navegación y los mapas y comenzaron a desmantelar el armamento. Un oficial estonio retiró la insignia naval de la popa del submarino.

## Incidente

### Escape
La tripulación del ORP Orzeł conspiró para escapar bajo el nuevo mando de su primer oficial, el teniente Jan Grudziński, y del teniente Andzej Piasecki. El plan de escape comenzó con el sabotaje de Grudziński del elevador de torpedos el 16 de septiembre, lo que impidió que los estonios retiraran los seis torpedos de popa. Como era domingo, no se pudo adquirir otro de inmediato. Mientras tanto, el contramaestre Władysław Narkiewicz tomó un pequeño bote alrededor del puerto. Con el pretexto de pescar, midió de forma encubierta la profundidad de la ruta de escape planificada. Otro marinero saboteó las amarras del submarino.
El 18 de septiembre de 1939, en torno a la medianoche, las luces del puerto sufrieron un mal funcionamiento. Aprovechando la oportunidad, el teniente Grudziński preparó el submarino para partir. La tripulación se vio obligada a retrasarse por la llegada de un oficial estonio. Después de una inspección de 30 minutos, consideró que no había nada fuera de lo común y les dio las buenas noches a los polacos. La tripulación reanudó sus planes. Dos guardias estonios en el muelle fueron atraídos a bordo y hechos prisioneros sin violencia, se saboteó el alumbrado del puerto y se cortaron las líneas de amarre con un hacha. Ambos motores se pusieron en marcha y el submarino escapó en la oscuridad.
Los focos estonios comenzaron a barrer el puerto desde los edificios hasta el muelle hasta que finalmente encontraron al Orzeł. Los estonios abrieron fuego con ametralladoras y artillería ligera, que dañaron la torre de mando. Los cañones más pesados supuestamente no pudieron abrir fuego por temor a dañar otros barcos. En la boca del puerto, el submarino encalló brevemente en un banco de arena, pero rápidamente logró liberarse y escapar al mar Báltico.

### En el mar

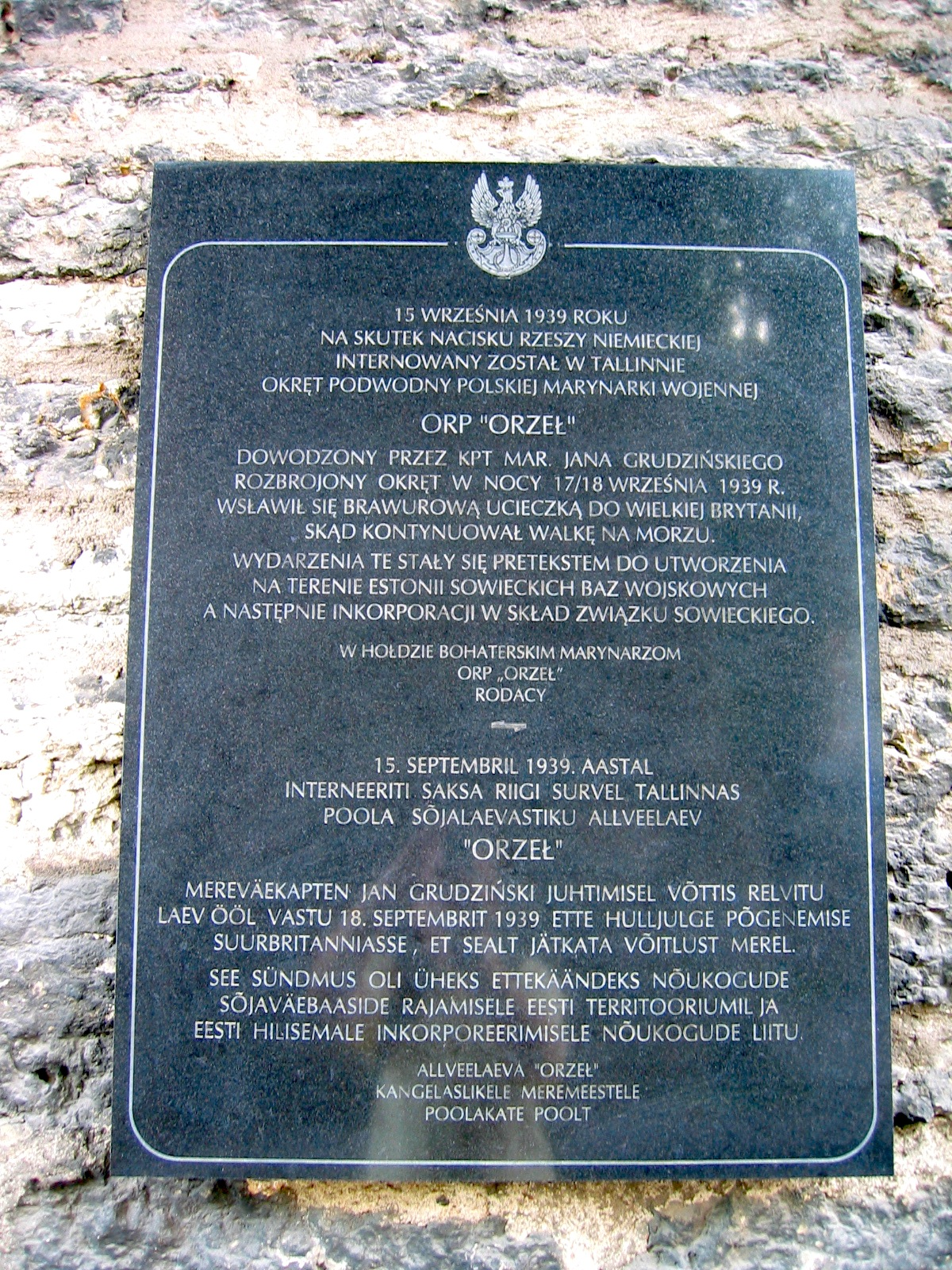
Placa conmemorativa del Orzeł en Tallin, Estonia.

El teniente Grudziński tenía la intención de confiscar dieciséis mapas de un barco alemán, ya que todas las cartas náuticas y ayudas de navegación del Orzeł habían sido confiscadas, a excepción de una guía de faros suecos. Sin embargo, nunca se avistaron barcos mercantes alemanes. Las únicas referencias que tenían los polacos eran la guía de faros y un mapa rudimentario que había sido dibujado por el oficial de navegación. Después de tres semanas de búsqueda, se decidió abandonar el Báltico y dirigirse a Gran Bretaña.
La prensa alemana y estonia que cubrió el incidente sugirió primero que los dos guardias capturados posiblemente habían sido asesinados por los marineros polacos. Más tarde se supo que, de hecho, habían sido liberados frente a la costa de Suecia en una lancha neumática y se les proporcionó ropa y comida para que regresaran a salvo a casa. A los guardias también se les dieron 50 dólares estadounidenses a cada uno, ya que la tripulación polaca creía que aquellos "que regresaban del inframundo merecen viajar solo en primera clase".
Orzeł llegó frente a las costas de Escocia el 14 de octubre de 1939. La tripulación envió una señal en inglés entrecortado y un destructor de la Marina Real británica salió y los escoltó hasta el puerto. La llegada del Orzeł sorprendió al Almirantazgo británico, que durante mucho tiempo supuso que el submarino se había perdido. El ORP Orzeł fue objeto de remodelación y posteriormente entró en servicio junto con la Royal Navy en la 2ª Flotilla de Submarinos a mediados de enero de 1940, para patrullar el Mar del Norte.

### Crisis diplomática
Después de la fuga del submarino de Tallin, la Agencia de Telégrafos de la Unión Soviética (TASS) "informó" que el gobierno de Estonia había permitido «deliberadamente» que el Orzeł escapara y que "otros submarinos polacos se escondían" en otros puertos de los países bálticos.
La Unión Soviética de Stalin, después de haber invadido Polonia el 17 de septiembre de 1939, acusó a Estonia de conspirar con los marineros polacos para "ayudarlos a escapar", desafiando la neutralidad de Estonia. Orzeł no hundió ningún barco enemigo durante su viaje de Estonia al Reino Unido, pero el gobierno soviético también culpó al submarino polaco y a Estonia por la supuesta pérdida del buque cisterna soviético Metallist en la bahía de Narva en aguas territoriales de Estonia el 26 de septiembre de 1939. Exigió que se le permitiera establecer bases militares en suelo estonio y amenazó con una guerra a gran escala si Estonia no cumplía con el ultimátum. Las acusaciones relacionadas con el incidente del submarino sirvieron como cobertura política para las acciones de Stalin, ya que las cláusulas secretas del Pacto germano-soviético de agosto de 1939 tenían a la Alemania nazi ya dando su aprobación implícita a la toma soviética de Estonia, Letonia y Finlandia. Stalin utilizó el incidente de Orzeł para forzar el "tratado de defensa y asistencia mutua" en Estonia, que se firmó el 28 de septiembre de 1939 y permitió a los soviéticos establecer varias bases militares en suelo estonio. Las tropas soviéticas ocuparon todo el territorio de Estonia en junio de 1940.